# 星奈津美
星奈津美（ほし なつみ，1990年8月21日—）是日本女子游泳运动员。埼玉縣出生，畢業於榮進中学校及春日部共榮高校，現就讀於早稻田大學運動科學部。

## 生涯
2010年，星奈津美代表日本參加廣州亞運會游泳比賽的女子50米、100米及200米蝶泳比賽，奪得200米蝶泳銀牌。
2012年，星奈津美代表日本出戰英國倫敦舉行的奥林匹克运动会游泳比賽女子100米蝶泳及200米蝶泳賽事，奪得200米蝶泳銅牌。